# Eurocomunismo

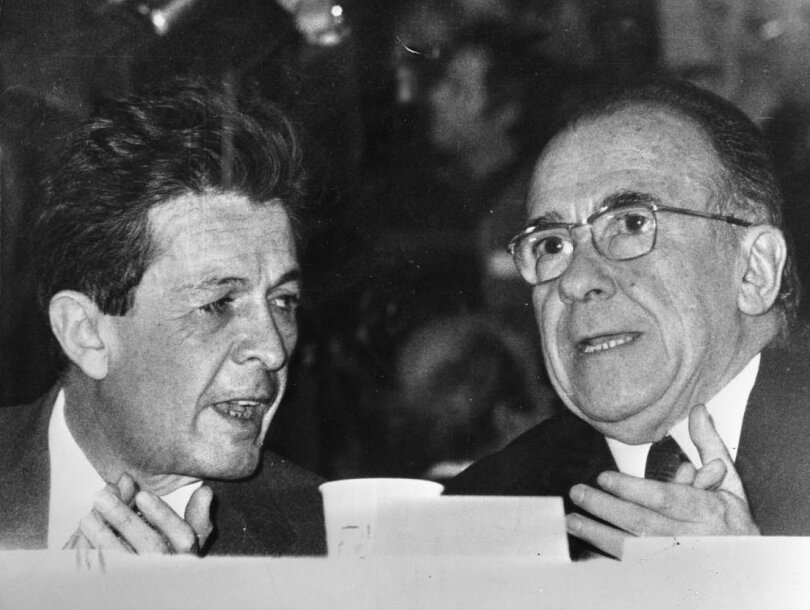
Enrico Berlinguer e Santiago Carrillo nel 1976. Essi furono tra i principali promotori dell'eurocomunismo.

Con eurocomunismo si indica il progetto politico-ideologico di un marxismo intermedio al leninismo e al socialismo democratico, cioè un comunismo sviluppato in senso riformista e democratico da alcune organizzazioni comuniste nell'Europa occidentale a partire dagli anni settanta caratterizzata dal rifiuto del modello di socialismo reale sviluppato in Unione Sovietica nel momento di maggiore attrito con la linea del segretario del PCUS Leonid Brežnev, una maggiore vicinanza alla classe media sociale sorta dal capitalismo e l'accettazione del modello parlamentare multipartitico.
Fu un progetto che dal 1976 coinvolse i tre principali partiti comunisti dell'Europa occidentale: Partito Comunista Italiano (PCI), Partito Comunista Francese (PCF) e Partito Comunista di Spagna (PCE), che includeva il potente Partito Socialista Unificato della Catalogna (PSUC).
L'eurocomunismo è stato sostenuto anche dai partiti comunisti di Paesi Bassi, Gran Bretagna e Austria, ha avuto influenza anche al di fuori dell'Europa come nella politica dei partiti comunisti di Giappone e Australia e di partiti di sinistra di Venezuela e Messico.

## Storia
Se è vero che l'eurocomunismo fu il punto d'arrivo dell'evoluzione di molti partiti europei, è vero anche che i percorsi seguiti furono diversi. In qualche caso l'impulso venne da movimenti della società civile, come, ad esempio, il femminismo, in altri fu una reazione agli avvenimenti in Unione Sovietica, che in quegli anni si trovava nel pieno di quella che Michail Gorbačëv definirà in seguito come la stagnazione brežneviana.
Tra gli anni sessanta e settanta, i partiti comunisti occidentali iniziarono ad avere una linea indipendente dal Partito Comunista dell'Unione Sovietica. Nel 1968 il Partito Comunista Italiano, il Partito Comunista di Spagna, il Partito Comunista Finlandese, il Partito Comunista Messicano e il Partito Comunista Rumeno furono tra gli unici partiti comunisti a condannare l'invasione della Cecoslovacchia da parte del Patto di Varsavia del 1968. Il nodo principale era l'atteggiamento dei comunisti davanti al principio democratico che il leninismo condannava e che per i comunisti occidentali poteva diventare «l'aspetto originale dello sviluppo del socialismo nei paesi dell'Europa occidentale o latina.»
L'11 giugno 1969, Enrico Berlinguer intervenne a Mosca, alla Conferenza mondiale dei partiti comunisti, affermando che non poteva esistere un unico modello di società socialista e che il marxismo prevedeva delle realtà “storicamente determinate e irripetibili”.
L'era della distensione fra i blocchi ha avuto un ruolo importante. Infatti la diminuzione del rischio di un nuovo conflitto mondiale consentì ai partiti comunisti dei paesi occidentali di sentirsi meno vincolati a seguire l'ortodossia sovietica, e di dedicarsi, invece, con maggior impegno alla militanza nelle battaglie civili in difesa dei diritti del proletariato, come avvenne in Italia, con l'autunno caldo, e nel Regno Unito con il cosiddetto shop stewards' movement.

### Anni settanta

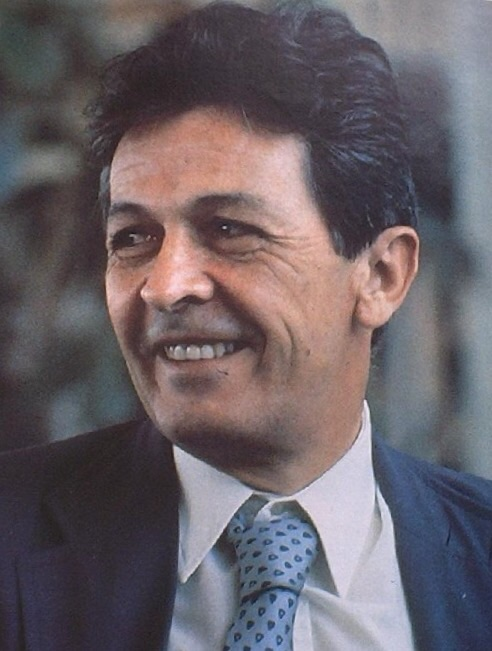
Enrico Berlinguer, segretario del PCI dal 1972 al 1984.

Nel 1973, il segretario del PCI Enrico Berlinguer e del PCF Georges Marchais organizzarono un comizio comune a Bologna nel quale entrambi parlarono della necessità d'azione comune tra i partiti comunisti e socialisti dell'Europa occidentale al fine di creare una società socialista basata sul consenso e la partecipazione cosciente delle masse.
Intorno alla metà degli anni 1970 era evidente come PCI, PCF e PCE avessero le capacità per mettere in discussione la gestione del potere e della governabilità nei rispettivi paesi (Italia, Francia e Spagna). Questo implicava modifiche ideologiche talmente profonde da incontrare la diffidenza del PCUS, al quale tutti i partiti comunisti filo-sovietici dovevano riservare una certa supremazia nell'elaborazione delle linee politiche. Non a caso dall'autunno 1974 si cercò di lavorare ad una conferenza dei partiti comunisti europei dove il PCUS sperava di riaffermare la propria supremazia anche in Occidente, mentre i comunisti occidentali intendevano affiancare alla supremazia riconosciuta al PCUS, il proprio diritto di elaborare delle proprie «vie nazionali» al socialismo.
L'11 luglio 1975 a Livorno, Berlinguer e il segretario del PCE Carrillo fecero una dichiarazione congiunta sulla costruzione del socialismo nell'Europa occidentale seguendo vie democratiche:
Tali proposte furono successivamente ribadite il 14 dicembre 1975, in un evento organizzato al palasport dell'EUR a Roma con il PCE.

#### Nascita dell'Eurocomunismo
Nel 1975, il termine "eurocomunismo" venne usato per la prima volta in Italia dal giornalista jugoslavo Frane Barbieri nell'editoriale Le scadenze di Brežnev per Il Giornale nuovo, e da Alberto Ronchey in un editoriale per il Corriere della Sera.
In un'intervista all'inserto Europa de la Stampa, Berlinguer parlò della volontà dei partiti comunisti occidentali di abbandonare ogni forma di dogmatismo marxista e che "l’autonomia di azione politica e di ricerca teorica, la nostra indipendenza organizzativa e la fine di ogni partito-guida e di ogni Stato-guida, i rapporti costruttivi con i socialisti non significano né che noi vogliamo diventare socialdemocratici, né che cessiamo di essere internazionalisti." Dichiarò inoltre che gli eurocomunisti erano indipendenti, totalmente aderenti ai principi della democrazia e non allineati con l'URSS e gli altri Paesi socialisti.
Il 26 febbraio 1976, in occasione del XXV Congresso del Partito Comunista dell'Unione Sovietica, il segretario comunista italiano Enrico Berlinguer, davanti a 5.000 delegati comunisti, disse che, considerate le peculiarità della società italiana, era necessario "costruire la società socialista, col contributo di forze politiche, di organizzazioni, di partiti diversi" e che la classe operaia avrebbe dovuto "affermare la sua funzione storica in un sistema pluralistico e democratico". Manifestò quindi le intenzioni del PCI di costruire "un socialismo che noi pensiamo necessario e possibile soltanto in Italia".
Il 3 giugno 1976, Berlinguer e Marchais si riunirono nuovamente a La Villette dove il segretario italiano accennò per la prima volta all'eurocomunismo.
(Enrico Berlinguer)
Berlinguer affermò che non esistevano modelli di socialismo da seguire, che in ogni Paese del mondo gli operai dovevano trovare la loro unica strada e che doveva essere riconosciuta l'indipendenza di ogni partito comunista.
Marchais aggiunse che il socialismo doveva essere uno "stato superiore della democrazia", doveva garantire tutte le libertà civili (compreso il multipartitismo) e che i partiti comunisti europei dovevano ambire a una democratizzazione della Comunità economica europea "dominata dai monopoli multinazionali", alla fine dell'interventismo e dell'ingerenza degli Stati Uniti nelle politiche interne di altri Paesi, alla riduzione degli armamenti nucleari e al termine della contrapposizione tra blocchi militari. Per raggiungere tali obiettivi, doveva essere organizzato uno sforzo comune dei partiti comunisti e socialisti, delle forze democratiche e progressiste dell'Europa occidentale superando le divergenze.
Tali idee furono riproposte da Berlinguer e Marchais durante la Conferenza dei partiti comunisti e operai d'Europa a Berlino Est, nella Repubblica Democratica Tedesca.

#### La conferenza di Berlino
Sembrava che la conferenza di Berlino non avrebbe avuto mai luogo, stando le difficoltà, ma alla fine fu trovato un accordo di compromesso su un documento sottoscritto da tutti i 29 partiti comunisti e operai d'Europa. Nel suo discorso alla conferenza, Enrico Berlinguer, segretario generale del PCI, chiarì come fosse «assai significativo che alcuni altri partiti comunisti e operai dell'Europa occidentale siano pervenuti, attraverso una loro autonoma ricerca, a elaborazioni analoghe circa la via da seguire per giungere al socialismo e circa i caratteri della società socialista da costruire nei loro paesi. Queste convergenze e questi tratti comuni si sono espressi recentemente nelle dichiarazioni che abbiamo concordato con i compagni del Partito Comunista di Spagna, del Partito Comunista Francese, del Partito Comunista di Gran Bretagna. È a queste elaborazioni e ricerche di tipo nuovo che taluni danno il nome di "eurocomunismo". Questo termine non è evidentemente di nostro conio, ma il fatto stesso che esso circoli così largamente sta a significare quanto profonda ed estesa sia l'aspirazione che nei paesi dell'Europa occidentale si affermino e avanzino soluzioni di tipo nuovo nella trasformazione della società in senso socialista».
Nel documento approvato, tuttavia, era l'URSS che di fatto cantava vittoria. Se infatti da un punto di vista teorico i cedimenti agli eurocomunisti erano stati notevoli, nella prassi veniva nuovamente giustificato il non rispetto del dissenso nelle società dell'Est e il diritto a penetrare politicamente in Africa. Veniva altresì rilanciata l'idea sovietica di una Europa neutrale fra i blocchi. Di fatto dopo la conferenza l'eurocomunismo veniva già ridimensionato nelle sue ambizioni.

#### Ufficializzazione
L'eurocomunismo divenne ufficiale il 3 marzo 1977, quando i segretari generali Enrico Berlinguer del PCI, Santiago Carrillo del PCE e Georges Marchais del PCF si incontrarono a Madrid e presentarono le linee fondamentali della "nuova forma".
Nel 1977 Carrillo pubblicò il libro L'eurocomunismo e lo Stato dove descrisse la nuova linea politica dei comunisti dell'Europa occidentale e affermò che l'URSS non era un vero stato socialista.
Il 2 novembre 1977, in occasione delle celebrazioni del 60º anniversario della rivoluzione d'ottobre, Berlinguer affermò che "la democrazia è oggi non soltanto il terreno sul quale l'avversario di classe è costretto a retrocedere, ma è anche il valore storicamente universale sul quale fondare un'originale società socialista". Al segretario spagnolo Carrillo non fu concessa la parola. Nel PCE nacque una fronda filo-sovietica. Davanti alla tensione Spagna-URSS, i comunisti francesi e italiani preferirono non schierarsi.
Il IX congresso del PCE del 1978 eliminò dallo statuto il riferimento al marxismo-leninismo e il partito si definì "marxista, rivoluzionario e democratico, che si ispira alle teorie dello sviluppo sociale elaborate dai fondatori del socialismo, Marx ed Engels, e al loro metodo di analisi". Ciò portò alla scissione.
Nel 1979, il XV Congresso del PCI definì l'eurocomunismo come una terza via, diversa dalle esperienze socialdemocratiche e da quelle successive alla rivoluzione d'ottobre, dell'URSS e di altri stati socialisti. Eliminò dal proprio statuto l'articolo 5 che prevedeva lo studio e l'applicazione del marxismo-leninismo da parte degli iscritti al partito.
Il XXIII Congresso del PCF sostituì il termine con "socialismo scientifico" ed eliminò il riferimento alla dittatura del proletariato.

#### Le realtà nazionali
Fu soprattutto nei partiti comunisti con un grande radicamento nel tessuto sociale, come il Partito Comunista Italiano ed il Partito Comunista Francese, che le idee eurocomuniste si affermarono rapidamente, mentre quelli più piccoli o con un ruolo marginale nelle rispettive compagini sociali mantennero più o meno la tradizionale linea di dipendenza da Mosca.
Il Partito Comunista di Spagna e il suo affiliato catalano, il Partito Socialista Unificato della Catalogna, avevano già manifestato tendenze politiche liberali all'interno del Fronte Popolare durante la Guerra civile spagnola, ed emersero dal periodo franchista seguendo una linea essenzialmente eurocomunista.
Il Partito Comunista di Gran Bretagna vide l'emersione di esponenti eurocomunisti che cominciarono a occupare posizioni di rilievo all'interno del partito; essi erano definiti anche gramsciani, dal momento che il loro pensiero traeva forte ispirazione dagli scritti di Antonio Gramsci, e rappresentarono una parte consistente del partito, definita delle politiche culturali o culturale.
Anche il Partito Comunista dei Paesi Bassi, il Partito Comunista del Belgio, il Partito Comunista d'Austria e il Partito Comunista Finlandese mostrarono chiare tendenze eurocomuniste.
Le idee eurocomuniste si diffusero anche, in una certa misura, fuori dal continente, influenzando, ad esempio il Movimento Venezuelano per il Socialismo, il Partito Comunista Giapponese, il Partito Comunista Messicano ed il Partito Comunista d'Australia.

### Anni ottanta
Nel 1981, in seguito all'instaurazione della legge marziale in Polonia e alla salita al potere del generale Wojciech Jaruzelski, Berlinguer affermò a Tribuna politica che in Europa orientale si era esaurita la forza di rinnovamento ed era necessario aprire una fase storica nuova verso un nuovo socialismo in occidente. Nello stesso anno, affermò a Critica marxista che il PCI era "un figlio della rivoluzione d'ottobre, ma un figlio adulto e autonomo".
Nelle sue memorie, l'ex segretario del PCUS Michail Gorbačëv si riferiva all'eurocomunismo come fonte d'ispirazione per la perestrojka e la glasnost'.
Alcuni partiti eurocomunisti ottennero esperienze di governo con i partiti socialisti: nel 1981 Mitterrand vinse le elezioni presidenziali e affidò il governo a Pierre Mauroy, il quale fu affiancato da ministri appartenenti al Partito Comunista Francese. Mauroy rimase in carica fino al 1984.

#### L'eurocomunismo dopo il 1989
In alcuni casi l'eurocomunismo fu superato con la caduta del sistema post-stalinista dei paesi dell'est Europa. In Italia, con lo scioglimento del Partito Comunista Italiano e la creazione del Partito Democratico della Sinistra, i favorevoli a questa scelta si spostarono su posizioni vicine alla socialdemocrazia e i contrari portarono avanti la tradizione eurocomunista nel Partito della Rifondazione Comunista, aprendosi successivamente ai movimenti; nei Paesi Bassi i comunisti confluirono nel partito Sinistra Verde, in Spagna il PCE costituì insieme ad altri la confederazione socialcomunista Izquierda Unida, mentre i francesi, seguendo la direzione opposta, negli anni 1980 tornarono su posizioni filo-sovietiche, posizioni poi abbandonate per ritornare sui passi precedenti fino ad essere i fautori di un "comunismo di nuova generazione".
La fine della guerra fredda mise sulla difensiva quasi tutti i partiti della sinistra europea e spostò il dibattito politico sul tema delle riforme neoliberali. Molti partiti eurocomunisti subirono scissioni interne, con le ali di destra (come i Democratici di Sinistra in Italia o la Sinistra Verde nei Paesi Bassi) che adottavano in modo convinto la linea socialdemocratica, mentre la sinistra si sforzava di attestarsi su posizioni in qualche modo chiaramente identificabili come "comuniste" (come Rifondazione Comunista in Italia o il PSUC/Partito Comunista di Spagna).

## Basi dell'Eurocomunismo
d'espressione delle differenti correnti e opinioni filosofiche, culturali e artistiche.»
(Dichiarazione congiunta PCI, PCE e PCF del 3 marzo 1977.)
Secondo gli eurocomunisti, è estremamente difficile realizzare una rivoluzione socialista nei paesi europei a capitalismo avanzato ed è necessario trovare un modo diverso per democratizzare lo stato capitalista, senza usare un atto violento e con l'obiettivo di renderlo uno strumento in mano alla classe operaia per realizzare la società socialista. Il compito degli eurocomunisti deve essere quello di affrettare la liquidazione del capitalismo imperialista, attraverso la "tattica" della progressiva attuazione di riforme economiche e sociali.
I cardini della nuova strategia riguardavano tanto la politica interna ai singoli Paesi, quanto la collocazione internazionale dei partiti comunisti dell'Europa occidentale. Nel primo campo proposero forme di cooperazione politica che portassero al governo ampie coalizioni, superando le ristrette prospettive delle alleanze a sinistra. L'idea di non uscire dallo schema delle istituzioni democratiche, ma di portare le forze del lavoro al potere attraverso il gioco del pluralismo e del suffragio universale, informava tutta questa strategia.
Per il futuro prospettavano società in cui la democrazia venisse estesa in tutti i suoi aspetti e in cui la gestione dell'economia si basasse su forme di commistione pubblico-privato. A livello internazionale la questione fondamentale era guadagnare una posizione indipendente da Mosca, negando qualsiasi tipo di partito o stato guida e rivendicando l'autonomia di elaborazione politica di ciascun partito rispetto alla propria situazione nazionale di riferimento. A questo, negli ultimi anni, si assommò la sempre crescente critica rispetto alle condizioni della democrazia dei Paesi al di là della cortina di ferro.

### Dogmatismo e via europea al socialismo
Secondo gli eurocomunisti, non esistono modelli da seguire né leggi generali per la costruzione del socialismo: Carrillo affermò che "il marxismo si fonda sull'analisi concreta della realtà concreta", altrimenti è solo pura ideologia "nel senso negativo del termine". In un'intervista per Repubblica, Berlinguer affermò che il leninismo non era "una specie di manuale di regole dottrinali staticamente concepite, un blocco di tesi irrigidite in formule scolastiche, che si dovrebbero applicare acriticamente in ogni circostanza di tempo e di luogo." Se considerato in tale modo, i comunisti avrebbero "deformato la sostanza politica dei suoi [Lenin] insegnamenti".
Di conseguenza, ogni popolo deve seguire la propria strada verso il socialismo considerando le proprie condizioni storiche, politiche, economiche, sociali e culturali. L'eurocomunismo rivendica quindi una via europea al socialismo diversa da quella sovietica.

### Democrazia e multipartitismo
Secondo Carrillo, lo scopo dei comunisti doveva essere quello di instaurare l'egemonia della classe operaia, e data la diversità di forme politiche, la dittatura del proletariato non è strettamente necessaria per ottenerla. Inoltre, la dittatura del proletariato si era realizzata negli stati socialisti senza una forma di democrazia operaia, senza il multipartitismo, con gravi deformazioni burocratiche e non come previsto da Lenin in Stato e rivoluzione. Era necessario quindi costruire un sistema di produzione e distribuzione della ricchezza diverso dal capitalismo e con una base socialista, ma in modo pluralista e multipartitico e permettendo la partecipazione alle elezioni di partiti non socialisti nonché l'alternanza di maggioranze e minoranze.
Nel pensiero eurocomunista sono presenti i seguenti elementi:
- Laicità dello Stato e del partito
- Potere sulla base della classe operaia e nella lotta di classe, tramite diverse forme di partecipazione, autonomia, autogoverno e democrazia rappresentativa, il rafforzamento delle organizzazioni operaie e sindacali
- Rifiuto della violenza
- Alleanze con le forze popolari
- Garanzie dei diritti e delle libertà civili e sociali

Il partito comunista deve diventare un partito di massa, e deve esercitare il ruolo di leadership attraverso un'avanguardia proletaria e un'organizzazione basata sui quadri. Tale tattica porterebbe in futuro, secondo gli eurocomunisti, ad ampliare la propria base sociale, con la quale sarebbe possibile raggiungere il governo in elezioni multipartitiche.
L'eurocomunismo non nega la rivoluzione:
(Santiago Carrillo Eurocomunismo y Estado, p. 168.)

### Socialdemocrazia e terza via
Gli eurocomunisti considerano i socialdemocratici come dei riformisti integrati nel sistema capitalista. Carrillo sosteneva che l'eurocomunismo si propone di trasformare la società capitalista e di elaborare un'alternativa socialista al sistema vigente, non di amministrare il capitalismo.
In un'intervista a la Repubblica con Eugenio Scalfari del 1981, Berlinguer affermò che la socialdemocrazia si era sempre interessata agli operai e ai lavoratori ma aveva escluso gli emarginati, i sottoproletari e le donne. Per risolvere i problemi delle masse lavoratrici e degli "emarginati della società", non erano più necessari il riformismo e l'assistenzialismo ma "un profondo rinnovamento di indirizzi e di assetto del sistema". Tre anni prima, aveva lodato Lenin per aver contrastato "il positivismo, il materialismo volgare e l'attesismo messianico" della socialdemocrazia.

## Critiche
Le critiche all'eurocomunismo sono state principalmente due:
- La prima, proveniente dal mondo della socialdemocrazia europea, rimprovera agli eurocomunisti la mancanza di coraggio per non aver voluto rompere definitivamente i legami con l'Unione Sovietica (il Partito Comunista Italiano, ad esempio, compì questo passo soltanto nel 1981, dopo la repressione in Polonia di Solidarność). Questa "timidezza" è stata giustificata da alcuni con il timore di perdere il sostegno dei vecchi militanti, molti dei quali continuavano ad ammirare l'URSS, oppure con l'opportunità di seguire una sorta di realpolitik che garantisse un forte appoggio dall'estero da parte di un grande e influente paese.
- Un'altra critica è stata l'asserita incapacità dei partiti eurocomunisti di sviluppare una strategia politica chiara e riconoscibile. In altre parole si fa osservare che, mentre gli eurocomunisti dichiarano solennemente di essere "diversi" - non solo dall'ideologia comunista classica ma anche dalla socialdemocrazia - alla resa dei conti finiscono con l'esser molto simili all'uno o all'altro di questi due modelli ideologici. In definitiva questi critici arrivano alla conclusione che l'eurocomunismo non abbia un'identità ben definita e, quindi, non possa esser considerato, in senso stretto, un movimento nuovo.

Per i critici, la "svolta" eurocomunista fu un mero tatticismo per ampliare il proprio consenso popolare nei confronti soprattutto dei lavoratori appartenenti al ceto medio ed occupati nel pubblico impiego, dei nuovi movimenti sociali, come il femminismo e l'ecologismo.
Alcuni critici liberali, come lo storico francese François Furet, vedono l'eurocomunismo come un tentativo di assolvere il comunismo dai crimini sovietici.
Dalla socialdemocrazia, Felipe González mette in dubbio l'adesione al sistema democratico: se la rottura eurocomunista ha un carattere fondativo, come lo scioglimento della Seconda Internazionale che ha separato i socialdemocratici dai comunisti, González accusa gli eurocomunisti di utilizzare internamente il "centralismo democratico" come modalità di organizzazione, che non considera democratico.

### Comunisti
I marxisti-leninisti accusano gli eurocomunisti di essere traditori della causa operaia e di aspirare al socialismo attraverso un'interpretazione maligna dello stato e l'ignoranza del materialismo dialettico e del materialismo storico, basi del marxismo. Per i leninisti e i fondamenti del marxismo, non è possibile aspirare a un governo comunista attraverso riforme all'interno del sistema capitalista, ma soltanto attraverso una rivoluzione, basata sulla reazione della borghesia contro un governo proletario trionfante.
Il deputato e membro del Politburo del Comitato centrale del Partito Comunista Greco Geōrgios Marinos affermò che l'eurocomunismo “in nome delle peculiarità nazionali (ovvero secondo cui “le condizioni in ogni Paese sono diverse”) ha violato e abolito tutti i principi rivoluzionari”.
Il segretario generale del Partito Comunista Bulgaro Todor Živkov accusò l'eurocomunismo di negare le "principali leggi obiettive della lotta rivoluzionaria, con il pretesto che esse non sarebbero confermate dalla esperienza del movimento operaio dell'Europa occidentale" e "disorientare i comunisti e spingerli a integrarsi nel sistema politico del capitalismo moderno".
Il segretario generale del Partito del Lavoro d'Albania Enver Hoxha espresse le sue obiezioni all'eurocomunismo nel libro L'eurocomunismo è anticomunismo del 1979. Secondo Hoxha, l'eurocomunismo rappresenta "una variante del revisionismo moderno, un mucchio di pseudoteorie che si contrappongono al marxismo-leninismo." Gli eurocomunisti rinunciano alla via rivoluzionaria e "immaginano con la fantasia" di prendere il potere con il riformismo e la collaborazione tra tutte le classi senza distinguere chi detiene il potere e chi no. Accusò i partiti eurocomunisti di aver abbandonato il marxismo-leninismo, attaccando prima la teoria e la pratica di Stalin sull'edificazione del socialismo e poi la teoria e la pratica della rivoluzione proletaria di Lenin.

#### URSS
Gli ideologi sovietici consideravano l'eurocomunismo una sorta di revisionismo. Dopo la pubblicazione di Eurocomunismo e stato, il settimanale politico sovietico Novoe Vremja accusò Carrillo di schierarsi contro gli "interessi della pace e del socialismo in Europa", aggiungendo che l'eurocomunismo era contrario ai principi dell'internazionalismo proletario e che esisteva un solo comunismo, ovvero quello di Marx, Engels e Lenin.
Nel novembre 1977 Il capo ideologico del PCUS Michail Andreevič Suslov affermò la superiorità del socialismo reale e del marxismo-leninismo "su ogni sorta di 'teorie' dei social-riformisti, capaci di "costruire" il socialismo soltanto sulla carta."
Nel novembre 1977, Boris Ponomarëv, membro del Comitato Centrale e presidente del dipartimento per i rapporti con i partiti comunisti dei Paesi capitalisti del PCUS, definì l'eurocomunismo "un'invenzione borghese".

#### Trockisti
Da un punto di vista trockista, Ernest Mandel ne I frutti amari del socialismo in un paese vede l'eurocomunismo come uno sviluppo successivo della decisione presa dall'URSS nel 1924 di abbandonare l'obiettivo della Rivoluzione mondiale e concentrarsi sullo sviluppo sociale ed economico dell'URSS, il cosiddetto socialismo in un solo Paese che Stalin fece e dimostrò nel tempo la sua inattuabilità. Per questo considera gli eurocomunisti del PCI e del PCF come movimenti nazionalisti che, insieme all'URSS, hanno abbandonato l'internazionalismo, così come la maggioranza dei partiti socialdemocratici della Seconda Internazionale, durante la prima guerra mondiale, quando hanno sostenuto i loro governi nazionali nel processo di guerra.